# Georgien ved sommer-OL 2020
Georgien deltog under Sommer-OL 2020 i Tokyo, som blev afviklet i perioden 23. juli til 8. august 2021.

## Medaljer
| 2020 Tokyo | Guld | Sølv | Bronze | Total |
| Georgien   | 2    | 5    | 1      | 8     |

### Medaljevinderne
| Georgien under sommer-OL 2020 i Tokyo | Georgien under sommer-OL 2020 i Tokyo | Georgien under sommer-OL 2020 i Tokyo | Georgien under sommer-OL 2020 i Tokyo | Georgien under sommer-OL 2020 i Tokyo |
| Medalje                               | Navn                                  | Sport                                 | Event                                 | Dato                                  |
| ------------------------------------- | ------------------------------------- | ------------------------------------- | ------------------------------------- | ------------------------------------- |
| Guld                                  | Lasha Bekauri                         | Judo                                  | Mændenes 90 kg                        | 28. juli                              |
| Guld                                  | Lasha Talakhadze                      | Vægtløftning                          | Mændenes +109 kg                      | 4. august                             |
| Sølv                                  | Vazha Margvelashvili                  | Judo                                  | Mændenes 66 kg                        | 25. juli                              |
| Sølv                                  | Lasha Shavdatuashvili                 | Judo                                  | Mændenes 73 kg                        | 26. juli                              |
| Sølv                                  | Guram Tushishvili                     | Judo                                  | Mændenes +100 kg                      | 30. juli                              |
| Sølv                                  | Iakob Kajaia                          | Brydning                              | Mændenes 130 kg græsk-romersk stil    | 2. august                             |
| Sølv                                  | Geno Petriashvili                     | Brydning                              | Mændenes 125 kg fristil               | 6. august                             |
| Bronze                                | Anton Pliesnoi                        | Vægtløftning                          | Men's 96 kg                           | 31. juli                              |